# Ceriano Laghetto
Ceriano Laghetto là một đô thị ở tỉnh Monza và Brianza, vùng Lombardia của Italia, khoảng20 km về phía tây bắc của thành phố Milano. Đến thời điểm ngày 31 tháng 12 năm 2004, đô thị này có dân số 5.802 người và diện tích 7.1 km².
Ceriano Laghetto gồm các frazione Dal Pozzo và Villaggio Brollo.
Ceriano Laghetto giáp các đô thị: Cogliate, Saronno, Cesano Maderno, Bovisio-Masciago, Solaro.